# Bolbe
Bolbe (grekiska: Βόλβη) var i grekisk mytologi en sjögudinna som huserade i sjön Bolbe i Beotien. Hon var dotter till Oceanus och Tethys. Limnaderna var hennes avkomma.